# 假香椿钩丝壳
假香椿钩丝壳（学名：Uncinula pseudocedrelae）是属于白粉菌目白粉菌科钩丝壳属的一种真菌，寄生在杨属植物上。该种分布于中国。